# Rio Sumidouro
Rio Sumidouro är ett vattendrag i Brasilien.   Det ligger i delstaten Santa Catarina, i den södra delen av landet, 1 400 km söder om huvudstaden Brasília.
I omgivningarna runt Rio Sumidouro växer huvudsakligen savannskog. Runt Rio Sumidouro är det mycket glesbefolkat, med 5 invånare per kvadratkilometer.